# Entrischenbrunn
Entrischenbrunn ist ein Gemeindeteil der Gemeinde Hettenshausen im oberbayerischen Landkreis Pfaffenhofen an der Ilm. Bis 1978 war er Sitz der gleichnamigen Gemeinde.

## Geographie
Das Dorf Entrischenbrunn liegt drei Kilometer östlich des Kernorts Hettenshausen und ebenfalls östlich der Bundesstraße 13.

## Geschichte
Die 1818 mit dem zweiten bayerischen Gemeindeedikt begründete Ruralgemeinde (ab 1835: Landgemeinde) Entrischenbrunn mit den Orten Ehrensberg, Harres, Leiten, Schaibmaierhof, Streitberg und Winden wurde am 1. Januar 1978 im Zuge der Gebietsreform in Bayern in die Gemeinde Hettenshausen eingegliedert.